# José Ramón Barañano Fernández
José Ramón Barañano Fernández (Madrid, 27 de octubre de 1950) es un antiguo diplomático español.

## Biografía
Licenciado en Ciencias Económicas por la Universidad Complutense de Madrid, ingresó en 1978 en la carrera diplomática. Estuvo destinado en las representaciones diplomáticas españolas en Ecuador, Austria y Marruecos. Fue subdirector general de Relaciones Económicas Bilaterales con Países no Europeos y director general de Recursos Pesqueros en el Ministerio de Agricultura, Pesca y Alimentación. En 2001 fue nombrado embajador de España en Australia y hasta 2007 era inspector general de Servicios del Ministerio de Asuntos Exteriores. Desde 2007 a marzo de 2011, fue nombrado embajador de España en Malasia, siendo sustituido por Bassols Delgado.